# Vinka
Vinka je žensko osebno ime.

## Izvor imena
Ime Vinka je različica ženskega osebnega imena Vincencija.

## Pogostost imena
Po podatkih Statističnega urada Republike Slovenije je bilo na dan 31. decembra 2007 v Sloveniji število ženskih oseb z imenom Vinka: 172.

## Osebni praznik
V koledarju je ime ime Vinka uvrščeno k imenu Vincencija oziroma Vincenc.